# المعهد العالي للإعلامية وتقنيات الاتصال بحمام سوسة
 المعهد العالي للإعلامية وتقنيات الاتصال بحمام سوسة هو إحدى المؤسسات العليا التابعة لجامعة سوسة، وقد أحدث بمقتضى الأمر عدد 2001-1912 المؤرخ في 14 أوت 2001. بهدف تكوين الكفاءات في ميدان تكنولوجيا الإعلامية والاتصالات.

شعار المعهد العالي للإعلامية وتقنيات الاتصال بحمام سوسة

## أرقام
طبقا لأرقام السنة الدراسية 2007-2008 يدرس بها 1037 طالبا من بينهم 457 طالبة.

## الشهادات
يحصل الطالب المتخرج من المعهد على إحدى الشهادات التالية:
- الإجازة التطبيقية : تكنولوجيات الملتيميديا والواب
- الإجازة التطبيقية : تكنولوجيات الشبكات الإعلامية
- الإجازة التطبيقية : تكنولوجيات الاتصالات
- الشهادة الوطنية للهندسة في اتصالات الإعلامية

## وصلات خارجية
- موقع المعهد العالي للإعلامية وتقنيات الاتصال بحمام سوسة.

1. ↑  وصلة مرجع: https://mes.tn.